# Xã Sharon, Quận Richland, Ohio
Xã Sharon (tiếng Anh: Sharon Township) là một xã thuộc quận Richland, tiểu bang Ohio, Hoa Kỳ. Năm 2010, dân số của xã này là 9.125 người.